# Mirabilandia
A Mirabilandia élménypark Ravenna mellett, Emilia-Romagna tartományban, Olaszországban található. Az élménypark mellett a Mirabilandia Beach vízi élménypark is várja a látogatókat. 1,7 milliós látogatottságával a Gardaland után a második legkeresettebb park Olaszországban. Körülbelül 850 000 m²-en terül el, amelyből 100 000 m² a vízi világ és 400 000 m² az élménypark.

## Története
A park 1992. július 8-án nyílt meg a nagyközönség előtt. Fő attrakciója akkoriban a Rio Bravo, és a fából készült Sierra Tonante hullámvasút volt. 1996 novemberében a Mirabilandia üzemeltetését a Finbrescia Holdingtól a német Phantasialand alapítója, a Löffelhardt család vette át Giancarlo Casolival egyetemben, aki hullámvasutak és élményparki attrakciók gyártásával foglalkozott.
A következő években a park kibővült, és többek között megépült a leghíresebb hullámvasútja, a Katun is.
2002-ben az egykori Play Center Pernambuco néven működő parkot, amely a brazíliai Olinda városban található, megvette a Mirabilandia egyik olasz tulajdonosa. Innentől ezt a parkot is Mirabilandiának nevezik. Természetesen kabalafigurájuk és a logó is megegyezik.
2006-ban megvásárolta a spanyol Parques Reunidos lánc, kb. 100 millió eurós vételáron.

## Fő attrakciók

### Hullámvasutak
| Név              | Típus                       | Gyártó               | Megnyitás éve          |
| ---------------- | --------------------------- | -------------------- | ---------------------- |
| Explorer         | Meghajtásos hullámvasút     | Mack Rides           | 1992                   |
| Family adventure | Kiddie Coaster              | Vekoma               | 2001                   |
| Il Bruco Magico  | Big Apple                   | Vekoma               | 1998 (2000-ben bezárt) |
| iSpeed           | Launched Coaster            | Intamin AG           | 2009                   |
| Katapult         | Looper                      | Anton Schwarzkopf    | 2006 (2006-ban bezárt) |
| Katun            | Acél hullámvasút            | Bolliger & Mabillard | 2000                   |
| Leprotto Express | kis méretű acél hullámvasút | L&T Systems          | 2005                   |
| Pakal            | Wilde Maus                  | L&T Systems          | 1998                   |
| Sierra Tonante   | Fa hullámvasút              | William Cobb         | 1992 (2007-ben bezárt) |

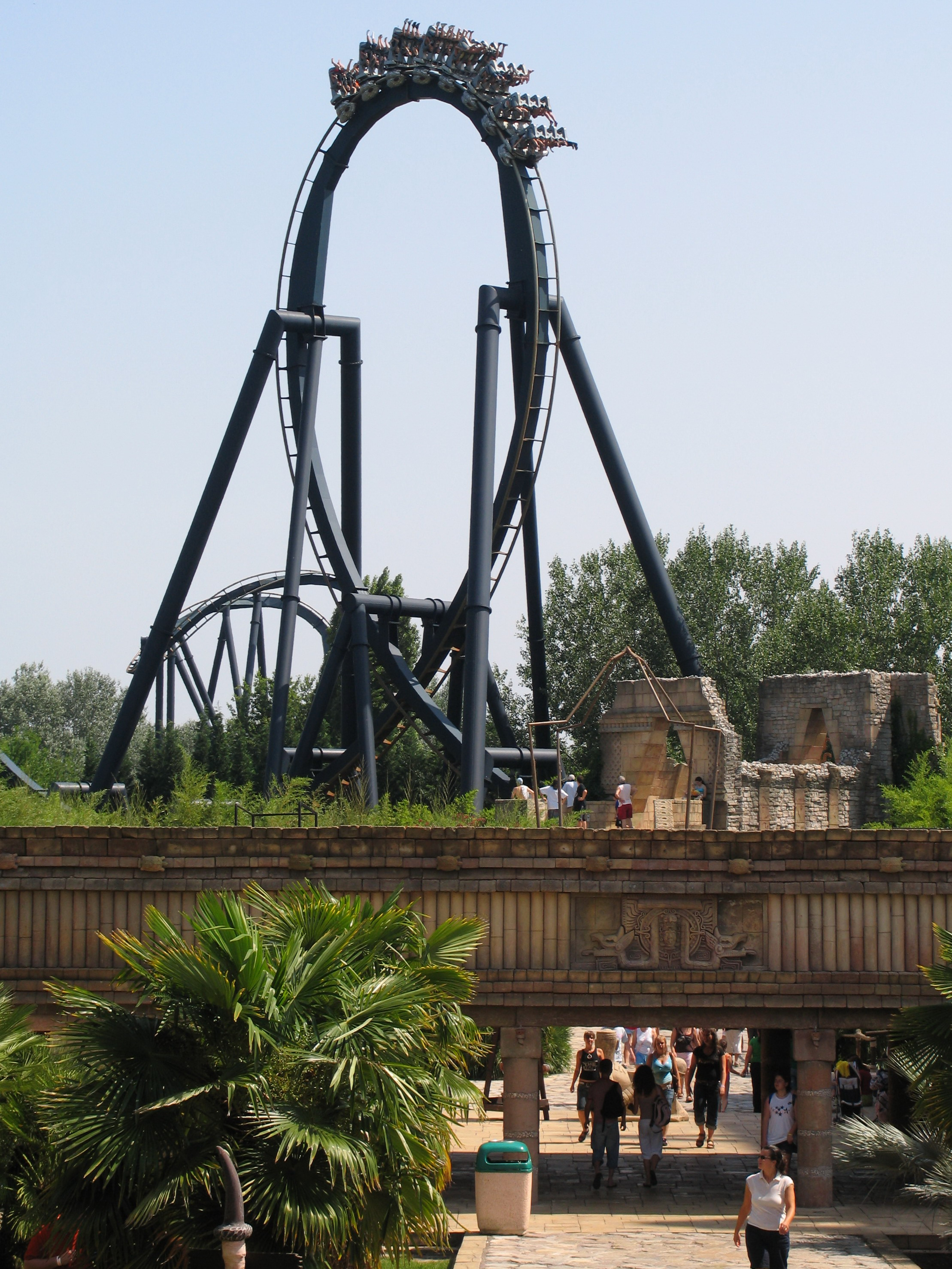
A Katun

A Sierra Tonante volt az egyetlen fából készült hullámvasút Olaszországban.

### Vízi attrakciók
| Név        | Típus                  | Gyártó            | Megnyitás éve |
| ---------- | ---------------------- | ----------------- | ------------- |
| Autosplash | Vadvízi vasút          | Intamin AG        | 1992          |
| Niagara    | Viharos örvénylő folyó | Hopkins Rides Inc | 1999          |
| Rio Bravo  | Folyami rafting        | Intamin AG        | 1992          |
| Raratonga  | Interaktív csónakázás  | 3DBA              | 2007          |

### Továbbiak
| Név       | Típus       | Gyártó     | Átadás éve |
| --------- | ----------- | ---------- | ---------- |
| Eurowheel | óriáskerék  | /          | 1999       |
| Hurricane | Themenfahrt | Far Fabbri | /          |
| Schoolbus | Rainbow     | Huss Rides | /          |

## Fordítás
- Ez a szócikk részben vagy egészben  a   Mirabilandia című német Wikipédia-szócikk ezen változatának fordításán alapul.  Az eredeti cikk szerkesztőit annak laptörténete sorolja fel. Ez a jelzés csupán a megfogalmazás eredetét és a szerzői jogokat jelzi, nem szolgál a cikkben szereplő információk forrásmegjelöléseként.

## Külső hivatkozások
- Mirabilandia (angolul) (olaszul)